# Mahamat Al-Khatim

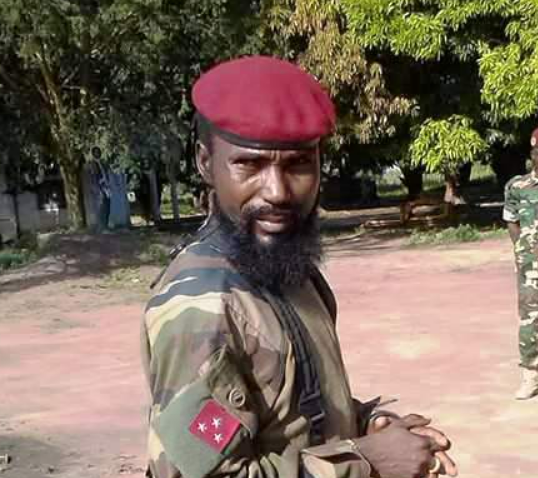
Mahamat Al-Khatim, chef du Mouvement patriotique centrafricain

Mahamat al-Khatim, aussi connu sous le nom de Mamahat al-Hissène, de nationalité tchadienne, est le chef du Mouvement patriotique pour la Centrafrique (MPC), un mouvement politico-militaire centrafricain.
Ancien mercenaire tchadien, il est un « ex-libérateur », c'est-à-dire un des hommes qui ont participé au coup d’État qui a porté François Bozizé au pouvoir en mars 2003,. Il a été nommé gouverneur militaire du palais présidentiel mais, fâché avec ce dernier, rejoint la Seleka, dont il devient un des principaux piliers avant de devenir le chef militaire du FPRC puis de créer à l'été 2015 son groupe, le MPC qui contrôle encore à ce jour une vaste zone dans le nord de la Centrafrique.
En décembre 2020, Mahamat Al-Khatim et le Mouvement patriotique pour la Centrafrique participent formation de la Coalition des patriotes pour le changement (CPC). La CPC s'oppose militairement au président Touadéra. En septembre 2023, Al-Khatim est condamné à perpétuité par contumace pour son opposition militaire au gouvernement reconnu. En novembre 2023, le MPC quitte la CPC pour s'engager dans un processus de dialogue avec le gouvernement reconnu.
Al-Khatim et Abakar Sabone sont arrêtés le 10 avril 2024 par l'Agence nationale de sécurité de l'État du Tchad. Ils auraient été arrêtés pour avoir émis l'hypothèse que le fait qu'ils ne reçoivent plus de fonds de l'Angola (tel que prévu dans le cadre de la médiation qu'effectue l'Angola dans la crise centrafricaine) soit lié à des détournements de la part d'« officiels tchadiens » (dont Ahmed Kogri),. Al-Khatim et Sabone sont libérés en mars 2025 sans avoir été accusés, ni jugés.